# Фридлин, Семён Давидович
Семён Давидович Фридлин (также Давыдович; 28 декабря 1909, Кременчуг, Полтавская губерния — 12 декабря 1992, Киев) — украинский советский архитектор.

## Биография
В 1932 году окончил Днепропетровский инженерно-строительный институт, жил в Киеве. Среди разработанных им проектов — музыкально-драматические театры в Запорожье (имени Щорса, 1947—1953) и Чернигове (имени Т. Г. Шевченко, с С. П. Тутученко, 1958); в Киеве — Центральный крытый рынок (Сенной базар, с Б. Я. Кучером, 1959), жилые дома между улицами Мало-Житомирской и Калинина (Софийской, 1958) и 18-этажный инженерный корпус института электросварки им. Патона (1975).
За проект Дома правительства (1960—1964) и Дворца «Октомбрие» (ныне Национальный дворец, 1974) в Кишинёве стал первым архитектором, удостоенным звания заслуженного архитектора Молдавской ССР.